# جیسون مسندیل
جیسون مسندیل (به انگلیسی: Jason Macendale) یک شخصیت تخیلی و ابرتبه‌کارانه در کتاب‌های کامیک می‌باشد. این کاراکتر به دست تام دی‌فالکو و استیو دیتکو خلق شده و به عنوان جک او'لنترن در مرد ماشینی شماره ۱۹ام (فوریه ۱۹۸۱) و به عنوان شبگرد در مرد-عنکبوتی شگفت‌انگیز شماره ۲۸۹ام (ژوئن ۱۹۸۷) معرفی شد.
جدا از کتاب‌های کامیک، شرکت مارول از جیسون مسندیل در دیگر کالاهای خود از جمله پوشاک، اسباب‌بازی، ورق بازی، انیمیشن‌های تلویزیونی و بازی‌های رایانه‌ای استفاده کرده‌است.
او که قدرت‌هایش شامل توانایی‌های فیزیکی ابرانسانی به خاطر فرمول کراون شکارچی و کاشت سایبرنتیک، سلاح‌ها و متعلقات مختلف جنی از جمله «گلایدر جن»، مبارز آموزش دیدهٔ مسلح و غیرمسلح، مهندس ریاضی و فیزیک می‌شود، عضو گروه‌های ابرتبه‌کارانه‌ای چون شش فاسد است.